# Iris kemaonensis
Iris kemaonensis là một loài thực vật có hoa trong họ Diên vĩ. Loài này được Wall. ex D.Don miêu tả khoa học đầu tiên năm 1839.